# 星野錫

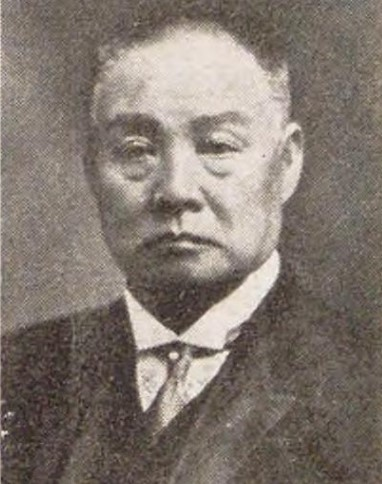
星野錫

星野 錫（ほしの しゃく、1855年2月12日（安政元年12月26日） - 1938年（昭和13年）11月10日）は、明治時代から昭和時代にかけての実業家、政治家。渋沢栄一の腹心として知られ、東京印刷、中央窯業社長、東京商業会議所副会頭、衆議院議員、東京市会議員などを務めた。

## 略歴
1855年（安政元年）12月26日に姫路藩士・星野乾八の長男として江戸に生まれる。幼名は錫一郎、後に成人後、錫（しゃく、又はせき）と号す。
播磨国姫路藩の藩校において学び、1873年（明治6年）に陽其二の印刷所「景諦社」で職工となった。景諦社が渋沢栄一の抄紙会社に買収されたことから渋沢を知り、1887年（明治20年）には2年間の米国留学をし、写真版印刷技術を日本人で初めて取得した。
帰国後、王子製紙を経て、1896年（明治29年）に同社の東京製紙分社と横浜製紙分社を譲り受けて東京印刷を創立し専務に就任し、後に社長を務めた。また、東京商業会議所副会頭などを務め、1912年（明治45年）には第11回衆議院議員総選挙で衆議院議員に当選。1914年（大正3年）には東京市会議員に当選。1916年（大正5年8月）に設立された合資会社杉村組が経営難となり東京紙器社長の松井の紹介で星野錫が出資し、1917年（大正6年）11月、愛知県名古屋市に中央窯業株式会社を設立した。同社では星野錫は社長を務めた。1938年（昭和13年）11月10日に85歳で死去した。墓所は多磨霊園。

## 栄典
- 1915年（大正4年）11月10日  - 勲六等瑞宝章[4]

## 親族
- 父・星野乾八 ‐ 姫路藩士。明治維新で失職し、妻と5人の子を残し浪人となって出奔。[5]
- 弟・星野鏡三郎（1859-1932） ‐ 実業家。旧姓・芳田。父不在により浅草の瓦屋に預けられ、その親戚であった鹿島組創業者の鹿島岩吉の見習いとなり、長じて同社の鉄道工事の代人として活躍し、「鹿島の三部長」と言われた[5][1]。引退後は社会奉仕に尽くし、私財を投じて明星学苑を設立[6]。
- 養子・星野辰雄 ‐ 渋沢栄一の庶子で、立教大学教授。その妻・万亀は穂積八束の娘。
- 養子・まつ ‐ 東京川崎財閥の銀行家・川崎甲子男（川崎八右衛門の孫）の妻。[7]